# Messrs. Smyth Brothers’ Tramway
| Messrs. Smyth Brothers’ Tramway                                                  |                           |                               |                               |
| Spurweite:                                                                       | 914 mm (engl. 3-Fuß-Spur) |                               |                               |
|                                                                                  |                           |                               |                               |
| \| \| \| Busch \| \| \| \| \| \| \| \| \| \| Sägewerk an der Kennedy's Bay \| \| |                           |                               |                               |
| Kopfbahnhof Streckenanfang (Strecke außer Betrieb)                               |                           | Busch                         | Busch                         |
| Strecke (außer Betrieb)                                                          |                           |                               |                               |
| Kopfbahnhof Streckenende (Strecke außer Betrieb)                                 |                           | Sägewerk an der Kennedy's Bay | Sägewerk an der Kennedy's Bay |

Die Messrs. Smyth Brothers’ Tramway war von 1897 bis 1908 eine Schmalspur-Waldeisenbahn in Neuseeland mit einer Spurweite von 3 Fuß (914 mm).

## Betrieb
Die Brüder Smyth betrieben von 1897 bis 1908 ein Sägewerk mit einer dampfbetriebenen Waldbahn an der Kennedy’s Bay an der nord-östlichen Küste der Coromandel Peninsula, nördlich der Mercury Bay.

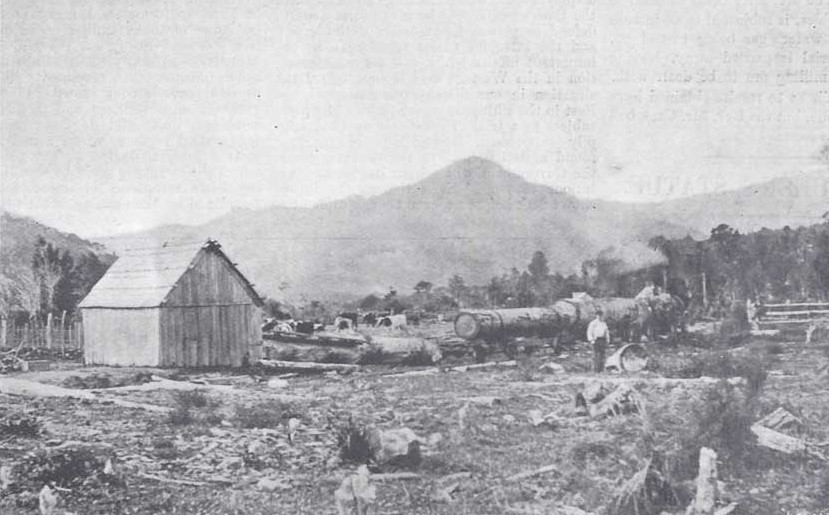
Eine Rodung, 1898
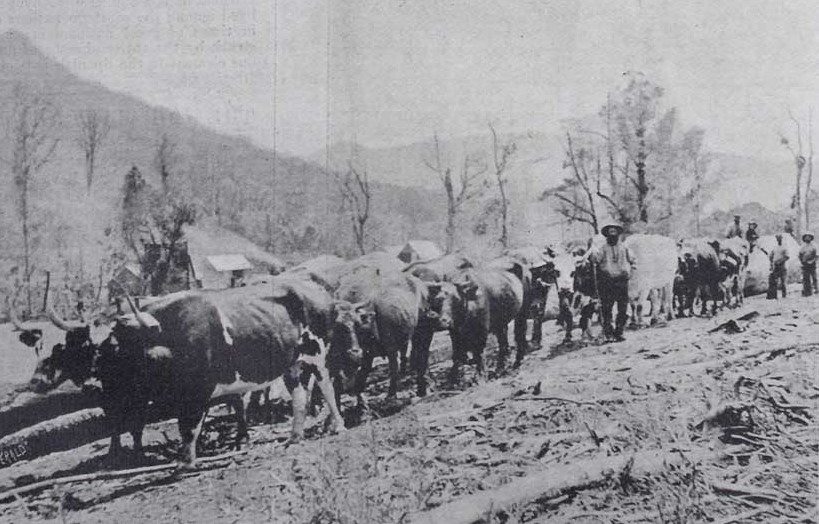
Ochsengespann, 1898
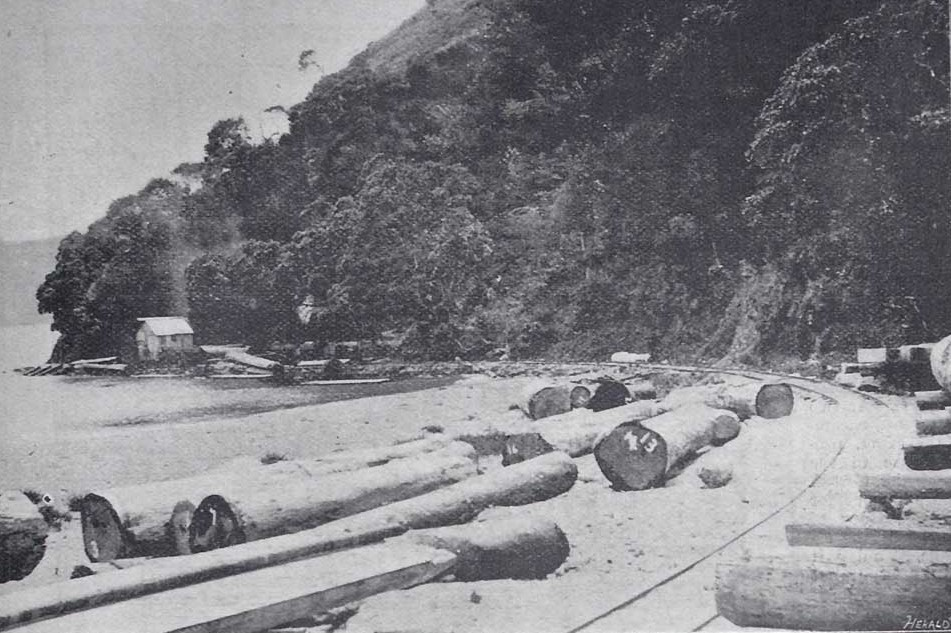
Kauri-Stämme am Sägewerk

## Lokomotive
Die zweiachsige Satteltank-Getriebelokomotive der Achsfolge B (0-4-0ST) war 1885 die erste von A & G Price in Thames gebaute Lokomotive. Sie hatte zwei horizontal angeordnete Zylinder, die die Achsen über ein Stirnradgetriebe antrieben. Sie war ursprünglich vom Bauingenieur James Stewart für die Waiorongomai oder Piako County Tramway bestellt worden, aber der Deal kam nicht zustande. Die Lokomotive wurde stattdessen von 1886 bis 1894 von Mander & Bradley in Pukekaroro eingesetzt. Smyth Brothers erwarben sie anschließend und setzten sie von 1897 bis 1908 an der Kennedy Bay ein, bevor sie 1908 als PWD # 511 vom staatlichen Public Works Department für den Eisenbahnbau bei Picton und Otira Verwendung fand. 1917 wurde sie verschrottet.